# Archidiecezja Santiago del Estero
Archidiecezja Santiago del Estero (łac. Archidioecesis Sancti Iacobi de Estero) – diecezja Kościoła rzymskokatolickiego w Argentynie. W 2024 podniesiona do rangi archidiecezji oraz przysługuje tytuł prymasa Argentyny ordynariuszowi tutejszego miejsca.

## Historia
25 marca 1907 roku papież Pius X bullą Ea est in quibusdam erygował diecezję Santiago del Estero. Dotychczas wierni z tym terenów należeli do archidiecezji Tucumán.
10 kwietnia 1961 roku diecezja utraciła część swego terytorium na rzecz nowo powstającej diecezji Añatuya. 22 lipca 2024 podniesiona do rangi archidiecezji.

## Ordynariusze
- Juan Martín Yáñez (1910 - 1926)
- Audino Rodríguez y Olmos (1927 - 1939)
- José Weimann, CSsR (1940 - 1961)
- Manuel Tato (1961 - 1980)
- Manuel Guirao (1981 - 1994)
- Gerardo Eusebio Sueldo (1994 - 1998)
- Juan Carlos Maccarone (1999 - 2005)
- Francisco Polti Santillán (2006 - 2013)
- kard.Vicente Bokalic Iglic (od 2013), prymas Argentyny